# Австро-угорський компроміс

Цивільний прапор Австро-Угорщини

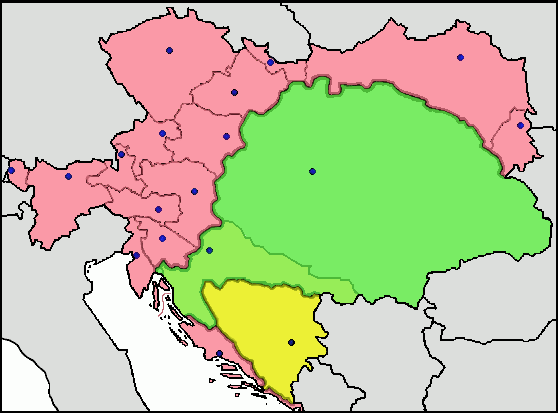
Поділ земель Транслейтанії (зелений колір) і земель Цислейтанії (рожевий колір) в 1867 у складі двоєдиної Австро-Угорщини. З 1878 року Боснія і Герцеговина (жовтий колір) була під спільним управлінням.

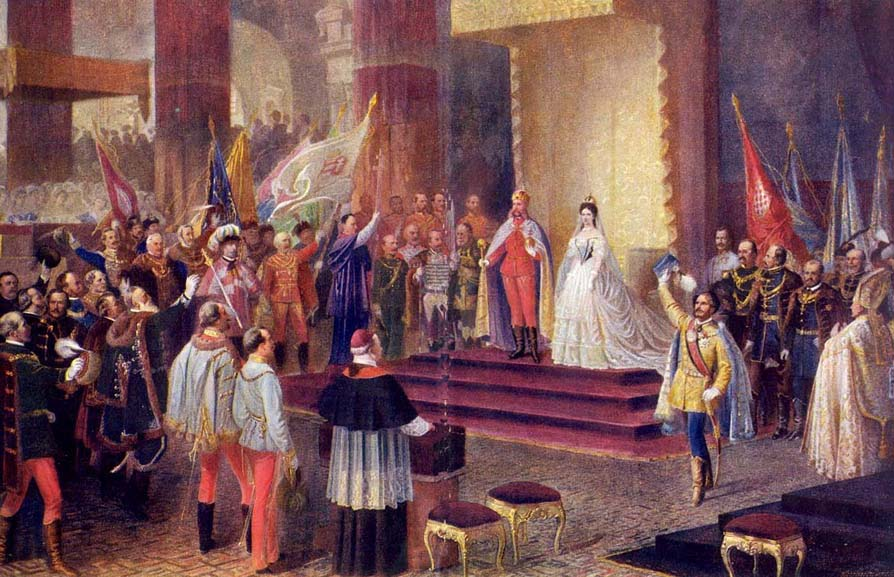
Коронація Франца Йосифа I і Єлизавети Амалії в церкві Матяша, Будапешт, 8 червня 1867.

Австро-угорська угода, Австро-угорський компроміс (нім. Ausgleich; угор. Kiegyezés) — договір, укладений 15 березня 1867 року між австрійським імператором Францом Йосифом I і представниками угорського національного руху на чолі з Ференцем Деаком, відповідно до якого Австрійська імперія перетворювалася на дуалістичну монархію Австро-Угорщину. Угодою передбачалося надання угорській частині держави повної самостійності у внутрішніх справах, при збереженні на рівні загальноімперського уряду лише питань зовнішньої, військово-морської та фінансової політики. Створення Австро-Угорщини було способом подолання затяжної кризи імперії, викликаної піднесенням національних рухів народів країни, зміцненням національних еліт, військовими поразками в австро-італо-французькій 1859 року і австро-прусській 1866 року війнах, зростанням панслов'янської загрози, а також провалом спроб реформування імперії на принципах централізму.

## Передумови

### Реакція і спроби реформ
Після придушення революції 1848—1849 рр. в Австрійській імперії встановилася реакція. Імперія, що зберігала до 1848 р. федеративний характер, була перетворена в унітарну державу з абсолютною і нічим не обмеженою (Конституція 1849 р. була скасована у 1851 р.) центральною владою. Режим, встановлений в імперії, характеризується підвищеним ступенем бюрократизації та адмініструванням безпосередньо з Відня. Склалася так звана «бахівська система» (на ім'я міністра внутрішніх справ Олександра Баха), яка ліквідувала регіональну специфіку і внутрішню автономію областей. В Угорщині було посилено військову присутність, поліцейські формування і цензура. Тим не менш, навіть в умовах неоабсолютизму були збережені свобода розпорядження особистою власністю, рівність усіх перед законом, а в 1853 р. була проведена аграрна реформа, яка ліквідувала панщину селянства.
Але система неоабсолютизму не змогла згуртувати нації імперії і забезпечити зміцнення позицій держави на міжнародній арені. Австрія опинилася в повній ізоляції в Європі: австрійська інтервенція в Дунайські князівства в період Кримської війни зруйнувала союз з Росією, а відмова від активної участі у війні відштовхнув від неї Францію. Відносини з Пруссією також погіршилися через австро-прусську конкуренцію в Німецькій конфедерації і конфлікту про спадкування Невшателю. У 1859 р. вибухнула Австро-італо-французька війна 1859, що обернулася крахом австрійських збройних сил у битві при Сольферино, втратою Ломбардії і утворенням сильного Італійського королівства. Поразка у війні викликало найсильнішу внутрішню кризу в імперії. Яскраво позначилися повна нездатність влади до активних дій і відмова націй від підтримки імперської політики. Почалися масові антиурядові виступи, особливо сильні в Угорщині (демонстрація 15 березня 1860 р. в Пешті в пам'ять революції 1848—1849 рр., мітинги по країні після смерті Іштвана Сечені).
Все це змусило імператора піти на поступки національним рухам країни. 20 жовтня 1860 було видано «Жовтневий диплом» — нова конституція імперії, що відновила автономію регіонів і яка розширила права регіональних ландтагів, перш за все угорських державних зборів, що отримали навіть право законодавчої ініціативи. Була також відновлена комітатська система, а угорська мова була оголошена офіційною на території Угорщини. Тим не менш «Жовтневий диплом» не заспокоїв угорське товариство: хвилювання з вимогами відновлення у всій повноті конституції 1848 продовжилися. У той же час диплом викликав невдоволення слов'янської частини імперії, які протестували проти надання особливих прав угорцям, а також австрійських лібералів, що побоювалися того, що в новому імперському рейхсраті німці виявляться у меншості. У результаті 26 лютого 1861 р. було опубліковано «Лютневий патент», який змінював Жовтневу конституцію в дусі централізації: права регіональних ландтагів були істотно скорочені, а повноваження імперського рейхсрату, що формується тепер не за національно-територіальним, а за становим принципом, значно розширені. Лютневий патент також містив повний титул Австрійського імператора та перелік всіх підвладних земель.
Державні збори Угорщини відмовились затвердити «Лютневий патент» і утрималися від надсилання своїх представників до імперського парламенту. Було також ухвалено «петиція Деака» імператору з проханням відновлення конституції 1848. Але імператор відкинув петицію і 22 серпня 1861 розпустив державні збори і місцеві комітатські збори. В Угорщині було введено режим надзвичайного стану (так званий «провізоріум Шмерлінгу»), який незабаром був поширений і на інші регіони імперії. У 1863 р. імперський парламент покинули чеські і польські депутати, що повністю паралізувало його роботу. Таким чином спроби реформ провалилися, що в 1865 р. визнав і сам імператор, скасувавши конституцію 1860.

### Угорський національний рух в 1849—1863 роках

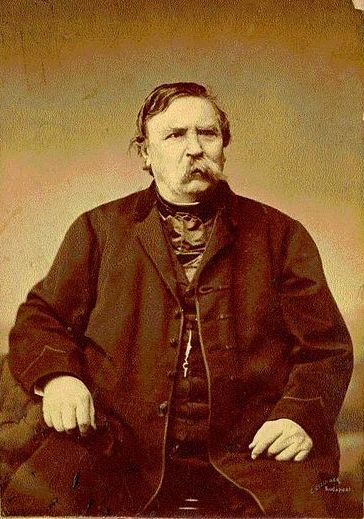
Ференц Деак

Угорський національний рух в період після придушення революції 1848—1849 рр. характеризувався високим рівнем неоднорідності. Центристи на чолі з Йожефом Етвешем безуспішно намагалися переконати австрійський уряд повернутися до федералізму та автономії регіонів, які існували до 1848 р., вважаючи, що тільки розширенням прав областей, що становлять імперію, можна домогтися її зміцнення. Популярнішими серед угорців були ті політичні угрупування, які відмовлялися від співпраці з «бахівським режимом». Найбільший вплив мав Ференц Деак, колишній міністр юстиції революційного уряду Лайоша Баттяні, що став ідеологом руху «пасивного опору» (ухилення від сплати податків, неучасть в адміністрації, відмова від будь-якої співпраці з урядовими структурами, демонстративне «неволодіння» німецькою мовою). Метою Деака і його прихильників було відновлення внутрішнього суверенітету Угорщини в рамках Австрійської імперії, тобто повернення до ситуації часів весни-літа 1848 р., коли угорська революція вже домоглася широкої автономії та самоврядування, але ще не порвала з династією Габсбургів та імперією як такою. Найрадикальніше крило угорського національного руху представляв Лайош Кошут та інші лідери революції в еміграції виступали з вимогами незалежності як Угорщини, так і інших національних регіонів імперії, і формування на Балканах угорсько-слов'яно-румунської конфедерації під головування Угорщини. Кошут, готував в Угорщині нове повстання, намагався заручитися підтримкою західних держав проти Австрії та Росії, яких він вважав головними ворогами прогресу в Центральній і Південно-Східній Європі. Його виступи в Конгресі США, переговори з Наполеоном III, Кавуром та іншими громадськими діячами Заходу, забезпечили світове визнання угорського національного руху і розширення симпатій до угорців в Європі.
Кошут планував використовувати австро-італо-французьку війну 1859 для підняття нового повстання в країні. Але швидке укладення ворогуючими сторонами Віллафранкського миру зруйнувало плани радикалів. Тим не менше на період 1859—1861 рр. припав пік антиавстрійських виступів в Угорщині. Будь-яка політична подія в той час викликало масові мітинги і демонстрації. Угорці зривали з державних установ австрійські герби. Спроби уряду врегулювати ситуацію шляхом обмежених реформ провалилися: Жовтневий диплом і Лютневий патент були відкинуті угорським національним рухом. Головною вимогою залишалося відновлення конституції 1848 р., що передбачає повний суверенітет Угорського королівства при збереженні унії з Австрією. У 1863 р. конституційні реформи були згорнуті, а уряд знову повернувся до автократичних методів управління. Саме в цей період почалося падіння впливу радикалів в угорському національному русі: опублікований Кошутом у 1862 р. проєкт «Дунайської конфедерації» був розкритикований не тільки центристами і партією Деака, але і лівим крилом угорського руху (партія резолюції Кальмана Тиси).

### Австро-угорське зближення
Незважаючи на провал спроб конституційних реформ 1860—1861 рр.., імператор Франц Йосиф I не залишив надій на вироблення якогось компромісу з угорським національним рухом, що дозволило б зміцнити монархію. У 1865 р. почалися секретні переговори через посередників між імператором і Ференцем Деаком. Їхні результати були опубліковані у «Великодній статті» Деака 16 квітня 1865 р., у якій лідер угорських лібералів висловився за відмову від традиційної вимоги відновлення конституції 1848. На державних зборах Угорщини, що відкрилися у 1865 р., розгорнулася бурхлива дискусія про умови, на яких можливий компроміс з Австрією. Перемогу отримав Деак і його прихильники, яким протистояли радикали і «партія резолюції», що наполягали на необхідності затвердження конституції 1848 р. як попередньої умови угоди.
Австро-угорське зближення прискорили міжнародні події середини 1860-х рр. У 1866 р. спалахнула австро-прусська війна і австрійські війська були вщент розбиті в битві при Садовій. Поразка у війні означало виключення Австрійської імперії з Німецької конфедерації і початок процесу об'єднання Німеччини під егідою Пруссії. Різке ослаблення в результаті війни Австрійської імперії за одночасного посилення загрози з боку Росії і зростанні панслов'янських симпатій всередині національних рухів слов'янських народів імперії (передовсім чехів), стурбували угорських лідерів. Тактика «пасивного опору» вже не приносила результатів, а навпаки, позбавляла угорську еліту можливості брати участь в управлінні країною. У той же час посилилися національні рухи інших націй Австрійської імперії: чехів, хорватів, румунів, поляків і словаків, які виступали з ідеями перетворення держави у федерацію рівноправних народів. Усе це призвело до того, що Деак і його прихильники вирішили відмовитися від національної ідеології часів революції і радикально знизили обсяг своїх вимог на переговорах з урядом.
У той же час австрійські ліберали також прийшли до усвідомлення необхідності укладення союзу з угорцями для забезпечення збереження переваги німців у західній половині імперії. Франц-Йосиф, що розглядав кілька варіантів трансформації держави, включаючи повернення до неоабсолютизму і створення федерації народів, до кінця 1866 року переконався у перевагах австро-угорського дуалізму, який давав надію на можливий австрійський реванш у Німеччині. Певну роль у пом'якшенні позиції імператора по відношенню до угорського національного руху, мабуть, зіграла його дружина, імператриця Елізабет, яка симпатизувала угорцям. Пізніше її роль у досягненні австро-угорського компромісу була сильно перебільшена громадською думкою Угорщини, яка романтизувала образ цісаревої.

## Укладення угоди
На останньому етапі австро-угорських переговорів у січні-лютому 1867 р. угорську делегацію очолив граф Дьюла Андраші, що мав довіру Деака і авторитет в австрійського уряду. 17 лютого імператор призначив Андраші прем'єр-міністром Угорщини, до складу нового угорського уряду увійшли й інші лідери лібералів (Етвеш, Лоняї). 15 березня умови компромісу були узгоджені і 20 березня затверджені угорськими державними зборами. 8 червня Франца Йозефа I коронували в Будапешті королем Угорщини.

## Умови угоди
Австро-угорська угода й закони, що її оформили, перетворили єдину абсолютну монархію Габсбургів в дуалістичну конституційну державу. Імперія була розділена на дві частини — австрійську і угорську, кожна з яких мала повний суверенітет у внутрішніх справах. Обидві частини повинні були мати власний парламент, що обирався, і незалежний уряд, власну систему державної адміністрації, суду та юстиції. До складу Угорського королівства (Транслейтанія) ввійшли, крім власне Угорщини (яка також обіймала терени Словаччини, Воєводини та Закарпатської України), території Трансільванії, Хорватії та Славонії і місто Рієка. Решта території імперії утворила австрійську частину монархії («королівства та землі, представлені в рейхсраті», Цислейтанія): Верхня і Нижня Австрія, Штирія, Каринтія, Тіроль, Зальцбург, Форарльберг, Крайна, Гориця і Градишка, Трієст, Істрія, Далмація, Богемія, Моравія, Сілезія, Галичина та Буковина).
Австрійська і Угорська частини держави були пов'язані, по-перше, єдиним монархом, що мав титул імператор Австрії та король Угорщини, владні повноваження і спадкові права якого були закріплені в Прагматичній санкції, а по-друге, так званим «спільними справами». Під останніми розумілися ті сфери державної влади, які були передані на імперський рівень: зовнішня політика, оборона і військові питання, фінансова і митна система. Для керівництва цими функціями були створені три загальних міністерства — закордонних справ, військово-морське та фінансів, які підпорядковувалися безпосередньо імператору і не були відповідальні перед урядами і парламентами австрійської та угорської частин держави. Але загальні міністерства не мали права втручатися в компетенцію урядів. Для обговорення єдиних для обох частин монархії справ також скликалися коронна рада і рада загальних міністрів, що включала, крім загальних міністрів, глав урядів Австрії та Угорщини і запрошених імператором осіб (голова Австро-Угорського банку, начальник Генерального штабу, інші міністри). На коронній раді головував імператор, на раді загальних міністрів — міністр закордонних справ. Функції загального для монархії представницького органу виконували делегації, чий склад формувався щорічно обома парламентами держави на паритетних засадах. Крім того, періодично парламенти обирали квота-депутації для обговорення питань участі обох частин держави у фінансуванні загальних витрат. За угодою 1867 р. Австрія брала на себе 70 % загальноімперських витрат, Угорщина — 30 %, надалі ця частка повинна була коригуватися кожні 10 років виходячи з рівня економічного розвитку.
Австро-угорська угода встановила загальні принципи управління в кожній з двох частин держави. Угорський парламент (державні збори) отримав законодавчу владу з правом прийняття обов'язкових для виконання в угорській частині держави законів. Австрійські закони були оголошені нечинними на території Угорщини. Повноваження австрійського Райхсрату були також розширені. За австрійської конституції 1867 р., прийнятій у розвиток умов австро-угорської угоди, Райхсрат став двопалатним: верхню палату становили призначені імператором депутати, а нижня формувалася ландтагами земель Цислейтанії. В обох частинах держави були проголошені демократичні свободи (свобода совісті, слова, зборів, спілок і петицій), рівність всіх громадян перед законом, принцип поділу влади, свобода пересування і вибору місця проживання, недоторканність приватної власності і таємниця листування. Уряди Австрії та Угорщини стали відповідальними перед відповідними парламентами. Монарх зберігав за собою право попереднього схвалення законопроєктів, особисто призначав глав урядів і загальних міністрів, а також залишався верховним головнокомандувачем єдиної австро-угорської армії.
У результаті укладення австро-угорської угоди виникла нова держава — дуалістична конституційна монархія Австро-Угорщина.

## Реакція на угоду
Якщо правляча еліта Угорщини та австрійські ліберали вітали укладення австро-угорської угоди, то ставлення інших верств населення країни до компромісу було досить негативним. У самій Угорщині поширилася точка зору, що країна позбулася можливості самовизначення. Особливе невдоволення викликав факт існування об'єднаної армії імперії під керівництвом австрійського командування і з наказами німецькою мовою, а також завищена, як вважали, частка Угорщини у фінансуванні загальних витрат країни. Ці два питання стали центральними пунктами виступів угорської опозиції. Австрійські консерватори також не були задоволені угодою, побоюючись посилення впливу угорців на політику держави і шкодуючи про втрату ідеї централізованої імперії.
Найнегативнішу реакцію австро-угорська угода зустріла в інших народів імперії. З різкими протестами виступили хорвати, які відмовилися надіслати делегацію на коронацію Франца Йозефа угорським королем. У 1868 р. вдалося укласти Хорвато-угорську угоду, що гарантувала автономію Хорватії у складі Угорського королівства, але радикальна частина хорватського національного руху не припинила антиурядових виступів і вимог реальної федералізації імперії. Ще серйознішим було становище в чеських землях: лідери чеського національного руху відмовилися визнати угоду, по всій країні під керівництвом старочехів розгорнулися мітинги і національні збори, що вимагали відновлення прав і привілеїв земель чеської корони та надання Чехії таких же прав, які отримала Угорщина. У 1871 р. у цілях чесько-австрійського примирення був розроблений план перетворення імперії в триєдину монархію («Фундаментальні статті» Гогенварта). Але через опір угорського уряду й австрійських лібералів цей проєкт був відхилений. Протягом всієї останньої третини XIX століття чесько-австрійське протистояння залишалося головною внутрішньою проблемою Цислейтанії. Великим успіхом австрійського уряду стало досягнення компромісу з польською елітою Галичини, у результаті чого ця провінція в 1868 р. отримала досить широку автономію, а польський національний рух вдалося утримати в конституційному полі.

## Значення угоди
Сучасні історики вважають, що австро-угорська угода була єдиним можливим способом збереження для Габсбурзької монархії статусу великої держави. Завдяки угоді до початку Першої світової війни розвиток Австро-Угорщини був відносно спокійним. Імперія вступила в смугу бурхливого економічного розвитку та модернізації всіх сторін суспільного життя. Компроміс покінчив з режимом абсолютизму і створив для обох частин монархії конституційну ліберальну форму правління. Проте новий державний устрій мав яскраво виражені недоліки, серед яких найважливішим було збереження сильної влади імператора, фактично врівноважуюча роль парламентських структур і незадоволення інтересів інших націй імперії. Саме ці чинники в умовах поразки у війні зіграли фатальну роль у долі Австро-Угорщини, викликавши крах і розпад імперії у 1918 році.